# Władimir Worobjow (naukowiec)
Władimir Pietrowicz Worobjow (ros. Владимир Петрович Воробьёв, ur. 16 czerwca?/28 czerwca 1876 w Odessie, zm. 31 października 1937 w Charkowie) – radziecki anatom. W 1924 wraz z biochemikiem prof. B.I. Zbarskim dokonał mumifikacji ciała Włodzimierza Lenina, pomimo sprzeciwu jego rodziny. Inicjatywa ta wyszła od Biura Politycznego RKP(b).